# Vlag van Östergötland
De vlag van Östergötland kan verwijzen naar twee verschillende vlaggen.

## Vlag van de provincie Östergötland
De officiële vlag van de provincie Östergötland en het landschap Östergötland is een vierkante banier van het wapen van deze Zweedse provincie en van dit landschap.
De vlag heeft een rood veld met een gouden draak met vleugels en staart, blauwe tong en klauwen. Elke hoek is gevuld met een zilveren roos. Het wapen werd op 18 januari 1884 aangenomen, en op basis van twee eerdere wapens en herzien in 1972.

## Onofficiële vlag van de streek Östergötland
Er bestaat ook een onofficiële versie van de vlag van de streek Östergötland (Zweeds: Östergötlands flagga). Het is gebaseerd op de Scandinavisch kruis, zoals die vooral in de Noordse landen te vinden is, en komt overeen met de vlag van Zweden met een omgekeerd kleurenschema: een blauw kruis op een gele achtergrond. Het blauwe kruis symboliseert de twee kanalen Götakanaal en Kindakanaal, die allebei door het landschap Östergötland lopen. De gele kleur staat voor de vlakte van Östergötland en zijn vruchtbare korenvelden.
De vlag werd ontworpen door de uitgever Per Andersson uit Mjölby en in 1972 aan het publiek gepresenteerd. In het begin van de jaren 1980 werd de vlag voor toeristische doeleinden gebruikt als onderdeel van een initiatief van een aantal gemeenten in Östergötland dat bekend staat als "Vätterlandet". De bekendheid van de vlag is echter nog steeds beperkt en zelfs onder Östergötlanders herkennen velen de vlag niet.
Het ontwerp van de vlag is niet nieuw. De regering (Landskapsstyrelsen) van de Finse autonome provincie en archipel Åland stelde al eerder een geel-blauwe kruisvlag voor als vlag van de archipel, die later de Pestflaggan (pestvlag) werd genoemd. Het parlement van Åland verwierpen het voorstel omdat ze het ontwerp niet mooi vonden.